# La guerra dels avis
La guerra dels avis o Una família amb problemes (originalment en francès, Boutchou) és una pel·lícula francesa dirigida per Adrien Piquet-Gauthier, estrenada el 2020. S'ha doblat al català oriental per TV3, que va emetre-la per primer cop l'11 de setembre de 2022, amb el títol de La guerra dels avis; i al valencià per À Punt, el 28 de gener de 2023, amb el nom d'Una família amb problemes.

## Sinopsi
En Paul i la Virginie, una parella jove, acaben de tenir un nen petit. Aquest naixement també fa feliços i orgullosos els avis. Els pares joves estan molt ocupats: en Paul treballa com a dibuixant i la Virginie prepara els exàmens per ser professora. A més, estan lluitant per trobar una mainadera i no han aconseguit lloc a una llar d'infants. Són, per tant, els avis els qui mantindran el petitó; la rivalitat i la competència es desenvoluparan molt ràpidament entre ells.
L'Odile i en Raoul, els pares de la Virginie, volen que en Paul i la Virginie s'instal·lin a prop de casa seva al País Basc. Fins i tot estant divorciats, la Paula i en Roberto —els pares d'en Paul— ho fan tot per mantenir-los a París, a prop seu. A més, cada avi té mètodes particulars, que desagraden molt a en Paul i la Virginie.

## Repartiment
- Carole Bouquet: Paula
- Gérard Darmon: Roberto
- Clémentine Célarié: Odile
- Pascal Nzonzi: Raoul
- Lannick Gautry: Paul
- Stéfi Celma: Virginie
- Armelle: Marie-Jo
- Nicole Calfan: la directora d'escola
- David Salles: el notari
- Anne-Sophie Girard: la massatgista
- Agustin Galiana: la recepcionista de la maternitat
- Aude Gogny-Goubert: la dona sàvia
- Max Boublil: un bomber

## Producció
El rodatge té lloc a París i als estudis d'Épinay de Sena Saint-Denis. Les escenes d'esports d'hivern es van filmar a Crest-Voland a Savoia.

## Rebuda
La pel·lícula es va estrenar el 23 de setembre de 2020 en 351 sales de cinema i va vendre 7.586 entrades durant el seu primer dia. Després d'una setmana, la pel·lícula va acumular 76.259 entrades. En la segona setmana, la pel·lícula va perdre un 41,88% d'assistència i va recaptar 44.324 entrades addicionals per a un total de 120.583 espectadors.